# アルベルト・マージ
アルベルト・マージ（Alberto Masi、1992年9月2日 - ）は、イタリア・ジェノヴァ生まれのサッカー選手。セリエB・スペツィア・カルチョ所属。ポジションはDF。

## 経歴
サンプドリアの下部組織出身。2011年に移籍したプロ・ヴェルチェッリではセリエB昇格に貢献。2012年7月5日、ユヴェントスに共同保有で移籍した。プレシーズンでの働きが評価され、同年8月22日にはユヴェントスが残りの保有権も獲得。2012-2013シーズン前半はレンタルで再びプロ・ヴェルチェッリに移籍した。2013年1月、レンタルでテルナーナに移籍。同年7月9日、テルナーナへ共同保有で移籍した。2015年2月2日、テルナーナが保有権を全て買い取った。

## 所属クラブ
- サンプドリア 2009-2011

→  ラヴァネーゼ 2009-2010 (loan)
- プロ・ヴェルチェッリ 2011-2013
- テルナーナ 2013-2017
- バーリ 2017-

→  スペツィア 2017-  (loan)